# Huéspeda
Huéspeda es una localidad del municipio burgalés de Rucandio, en la Comunidad Autónoma de Castilla y León (España).
La iglesia está dedicada a La Asunción de Nuestra Señora.

## Localidades limítrofes
Confina con las siguientes localidades:
- Al este con Madrid de las Caderechas.
- Al sur con Rucandio.
- Al suroeste con Escóbados de Abajo y Escóbados de Arriba.
- Al oeste con Pesadas de Burgos.

## Demografía
Evolución de la población
| Gráfica de evolución demográfica de Huéspeda entre 2000 y 2021     |
|                                                                    |
| Población de derecho (2000-2021) según el padrón municipal del INE |

## Historia
Así se describe a Huéspeda en el tomo IX del Diccionario geográfico-estadístico-histórico de España y sus posesiones de Ultramar, obra impulsada por Pascual Madoz a mediados del siglo XIX:

Lugar en la provincia, diócesis, audiencia territorial y capitanía general de Burgos (9 leguas), partido judicial de Villarcayo (4) y ayuntamiento titulado de la merindad de Valdivielso (1 ½); Situado en un llano a distancia de ¼ de legua de una sierra que le cerca por N, O y S; es combatido por todos los vientos, y las enfermedades que comúnmente se padecen son constipados y fiebres catarrales. Tiene 12 casas; una escuela de primeras letras asistida por 8 niños, cuyo maestro está dotado por los padres de los mismos; una fuente de buenas aguas dentro de la población; una iglesia parroquial (La Asunción), servida por un cura párroco y un sacristán, y una ermita en el término a distancia de ¼ de legua, dedicada a Santa Marina, la cual se halla colocada en una planicie, en el alto llamado de la Peña. Confina el término N Condado y Población; E Pesadas; S Madriz, y O Rucandio. El terreno es escabroso y poco productivo, encontrándose al O un monte poblado de robles. Caminos: los de herradura que dirigen a Valdivielso, Pesadas, Escabados, Rucandio y Madriz. Correos: la correspondencia se recibe en Poza por los mismos interesados. Producciones: trigo, centeno, cebada, lentejas, manzanas, cerezas y guindas; ganado lanar y cabrío, y caza mayor y menor. Industria: la agrícola. Población: 16 vecinos, 60 almas. Capital productivo: 136.820 reales. Imponible: 12.237.
Diccionario geográfico-estadístico-histórico de España y sus posesiones de Ultramar